# 19. Parteikonferenz der KPdSU
Die 19. Parteikonferenz der KPdSU (russisch XIX конференция КПСС XIX konferenzija KPSS; auch bekannt unter dem Namen 19. Allunionskonferenz) tagte vom 28. Juni bis zum 1. Juli 1988. Auf dieser Konferenz wurde unter anderem die Einführung des Volksdeputiertenkongresses beschlossen, dessen Wahlen im Frühjahr im 1989 abgehalten wurden und welche den Obersten Sowjet als legislative Versammlung im Sinne der Demokratisazija auf lange Sicht ersetzen sollte.